# Partido Progressista Democrático (Malawi)
O Partido Progressista Democrático (DPP) é um partido político no Malawi. O partido foi formado em fevereiro de 2005 pelo então presidente do Malawi, Bingu wa Mutharika, após uma disputa com a Frente Democrática Unida (UDF), liderada por seu antecessor, Bakili Muluzi.

## Presidentes do DPP
- Bingu wa Mutharika (2004–2012)
- Peter Mutharika (2014–presente)

## Histórico nas eleições

### Eleições presidenciais
| Eleição | Candidato do partido | Votos     | %      | Resultado |
| ------- | -------------------- | --------- | ------ | --------- |
| 2009    | Bingu wa Mutharika   | 2,963,820 | 66.17% | Eleito    |
| 2014    | Peter Mutharika      | 1,904,399 | 36.4%  | Eleito    |
| 2019    | Peter Mutharika      | 1,940,709 | 38.57% | Eleito    |
| 2020    | Peter Mutharika      | 1,751,877 | 39.92% | Perdeu    |

### Eleições da Assembleia Nacional
| Eleição | Líder do partido   | Votos     | %      | Lugares   | +/– | Posição |
| ------- | ------------------ | --------- | ------ | --------- | --- | ------- |
| 2009    | Bingu wa Mutharika | 1,739,202 | 39.99% | 114 / 193 | 114 | 1.º     |
| 2014    | Peter Mutharika    | 1,133,402 | 21.98% | 51 / 193  | 63  | 1.º     |
| 2019    | Peter Mutharika    | 1,293,797 | 26.04% | 62 / 193  | 11  | 1.º     |